# Oodes parallelus
Oodes parallelus är en skalbaggsart som beskrevs av Thomas Say. Oodes parallelus ingår i släktet Oodes och familjen jordlöpare. Inga underarter finns listade i Catalogue of Life.